# Filologija
Filologíja je znanstvena veda o zgodovini in razumevanju jezika in književnosti. Izraz je sprva pomenil ljubezen (grško philo-) do učenja in književnosti (grško -logia). Filologija je bila v 19. stoletju eden prvih znanstvenih pristopov do raziskovanja naravnega jezika, a je v zgodnjem 20. stoletju prepustila prvo mesto sodobnemu jezikoslovju, predvsem pod vplivom Ferdinanda de Saussurea, ki je trdil, da mora imeti govorjeni jezik prednost pred pisanim.